# Scopula kashmirensis
Scopula kashmirensis là một loài bướm đêm trong họ Geometridae.